# عبد اللطيف الزين
عبد اللطيف الزين (1932 - 2019)، هو سياسي ونائب في البرلمان اللبناني. سليل عائلة سياسية فهو ابن يوسف الزين وشقيق عبد الكريم وعبد المجيد الزين.

## حياته
ولد في بلدة كفررمان عام 1932. والده الزعيم السياسي في جبل عامل النائب يوسف إسماعيل الزين. تزوج من أليس قصارجيان وأنجبا بنت واحدة. درس في معهد الحكمة وفي الجامعة اليسوعية في بيروت وحمل إجازة في الحقوق.

## المناصب السياسية
- انتخب نائباً عن دائرة النبطية في دورات: 1960 ـ 1964 ـ 1968 ـ 1972.
- أعيد انتخابه عن قضاء النبطية في الأعوام 1992، 1996، 2000، 2005 و 2009 ميلادي.
- كان أكبر النواب سناً في البرلمان اللبناني حتى وفاته.

تولى وزارة الزراعة في حكومة رشيد كرامي بين تشرين الثاني 1969 و30 أيلول 1970.

## وفاته
توفي عصر اليوم الأحد 26 مايو 2019 عن عمر ناهز 87 عامًا بعد صراعٍ مع المرض.